# Valse-ballet
La Valse-ballet est une valse pour piano d'Erik Satie, composée en 1885.

## Composition et création
La Valse-ballet est composée en 1885, en même temps que la Fantaisie-valse. Les deux pièces, seules pages « de musique de salon de Satie, influencées par Chopin », relève le musicologue Robert Orledge, « furent probablement écrites pour être données à l'occasion des réunions musicales de sa belle-mère Eugénie Barnetche au 26 (devenu 66 fin 1886) Boulevard Magenta (Paris Xe) ».
Œuvre de jeunesse, la Valse-ballet est avec la Fantaisie-valse une des deux premières œuvres publiées de Satie. Elle paraît en 1887 chez La Musique des familles, petite maison d'édition dirigée par Alfred Satie, le père du compositeur. Les deux pièces sont rééditées ensemble en 1975, par Salabert,.
La partition, d'une durée moyenne d'exécution de deux minutes environ et qui, facétie du compositeur, « se targue d'un insolite « opus 62 » », est dédiée à Mme Clément Le Breton, qui était — comme le père et la belle-mère d'Erik Satie — compositrice amateur.
La première audition publique connue de l'œuvre est donnée le 7 mai 1979 à l'Opéra-Comique, à Paris, par Anne-Marie Fontaine au piano.

## Analyse
Pour Jean-Pierre Armengaud, la Valse-ballet est l'opposée de la Fantaisie-valse. Elle présente un motif qui se répète à l'infini, dans toute la tessiture du piano, et dans toutes les nuances, du piano au forte, donnant un rendu hypnotique.
Pour Vincent Lajoinie, la Valse-ballet et la Fantaisie-valse sont toutefois « trop imprégnées des rengaines populaires et reflétant encore une certaine inexpérience de plume ». Guy Sacre, à propos des deux partitions, les juge « d'anodine convention, à quelques mois des audacieuses Sarabandes ».